# Jaroslav Hutka
Jaroslav Hutka (* 21. dubna 1947 Olomouc) je český folkový hudebník, skladatel a písničkář, autor slavných protestsongů Havlíčku, Havle a Náměšť. Byl významným představitelem normalizačního disentu, strávil 11 let v nedobrovolné emigraci, ihned po Sametové revoluci se vrátil a vystupoval na manifestacích Občanského fóra. Po zklamání z polistopadového politického a kulturního vývoje se opět poněkud stáhl do „undergroundu“, odkud kritizuje poměry a angažuje se v environmentalistických hnutích.

## Život
Studoval na uměleckoprůmyslové škole. Na konci šedesátých let začal vystupovat s Vladimírem Veitem (Hutka a Veit). Později se svým vlastním hudebním programem, ve kterém mimo jiné popularizoval moravské lidové písničky. Získal si velké množství příznivců, několikrát byl vyhodnocen jako písničkář roku. Byl zakladatelem a členem folkového sdružení Šafrán. Od roku 1974 byl evidován ve svazcích StB jako „prověřovaná osoba“ a „nepřátelská osoba“. V roce 1977 se zúčastnil III. festivalu druhé kultury na Hrádečku Václava Havla u Trutnova. Stal se signatářem Charty 77.
Kvůli soustavné policejní šikaně (akce Asanace) opustil v říjnu 1978 Československo a žil v emigraci v Nizozemsku. Po pádu komunistického režimu se 25. listopadu 1989 vrátil a stejného dne již zpíval na manifestaci Občanského fóra na Letenské pláni. Postupem času se z něho stal kritik české postkomunistické demokracie, podobně jako z Karla Kryla.
Od roku 1998 si vydává svou tvorbu sám. Vypaluje si CD na svém domácím počítači, sám si kreslí a tiskne obaly a sám je prodává nebo rozdává na svých koncertech. Svou edici pojmenoval „Samopal“ a dal si za úkol vydat veškerou svou tvorbu na CD.
Pohybuje se mimo mainstream, objíždí malé sály a kluby, nějakou dobu vystupoval společně s kytaristou Radimem Hladíkem.
V roce 2017 se Hutka ozval proti jmenování Karla Srpa staršího do etické komise pro ocenění účastníků protikomunistického odboje. Poukázal na to, že „má ve svém estébáckém spise na sebe čtyři udání od Karla Srpa“. Karel Srp na písničkáře podal žalobu na ochranu osobnosti. Jelikož podle něj Hutka šířil lživé informace, nepřípustně tím zasáhl do jeho práv. Srp se domáhal stažení původního písničkářova vyjádření z Facebooku a omluvy. Soud v září 2021 rozhodl, že Hutka se Srpovi omlouvat nemusí.
Pravidelně publikuje své fejetony. Ve svých písních také adresně kritizuje Miloše Zemana, Andreje Babiše nebo Jaromíra Nohavicu (píseň Udavač z Těšína). Zejména kritika Nohavici vzbudila velké kontroverze a do jisté míry polarizovala veřejnost na stoupence Hutkovy a Nohavicovy.
Je členem čestného předsednictva občanského sdružení Společnost pro trvale udržitelný život a Čestné rady sdružení Děti Země.
Podílel se na tvorbě cyklů ČT Příběhy železné opony a V zajetí železné opony.
Je rozvedený a má šest dětí: syna Vavřince Hutku (* 1970) s první manželkou Zorkou (Růžovou) Brachet, dcery Kláru Hutkovou (* 1991) a Elišku Hutkovou (* 1995) s třetí manželkou Kateřinou Česalovou, dceru Teodoru Hutkovou (* 2016), syna Richarda Hutku (* 2018) a dceru Eleonoru (* 2020) s družkou Magdalenou Hodkovicovou.

## Dílo

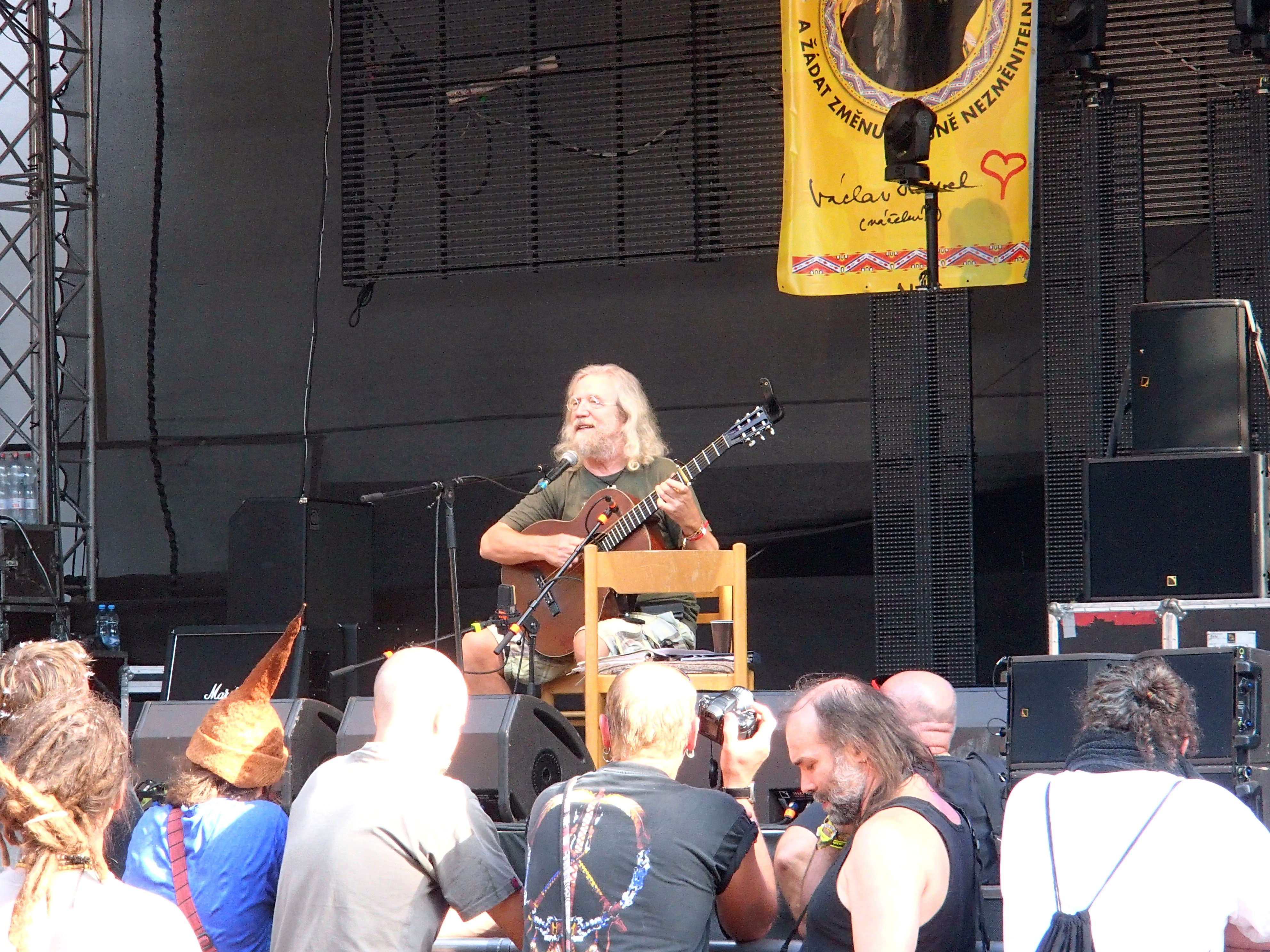
Jaroslav Hutka na Trutnovském festivalu, 2012

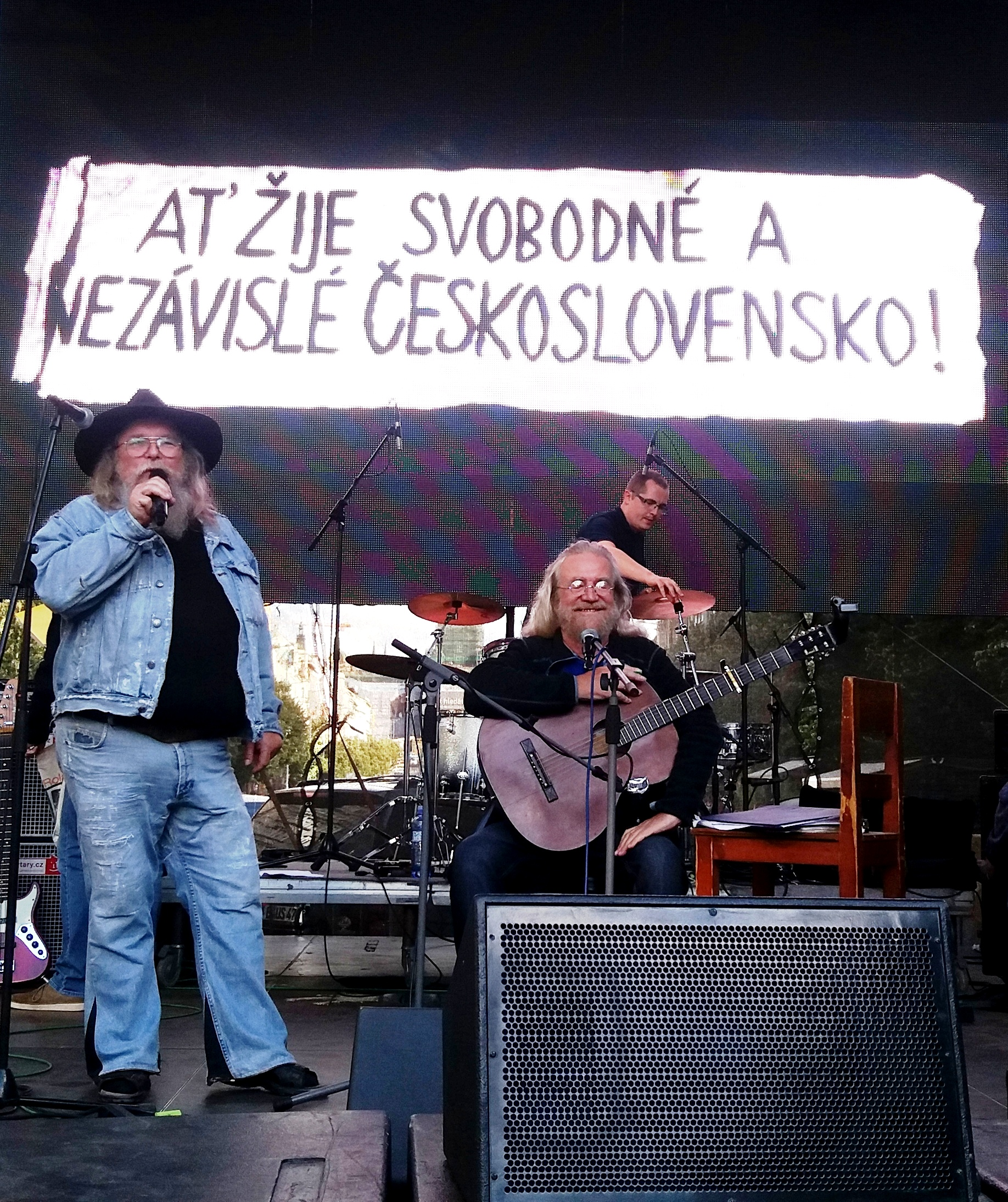
S Františkem Stárkem na vystoupení na Václavském náměstí v Praze v srpnu 2016

### Písničky
Kromě svých písní hraje moravské lidové balady, zejména ze sbírek Františka Sušila a Františka Bartoše.
Mezi jeho nejznámější písničky patří Náměšť (někdy podle incipitu označovaná jako "Krásný je vzduch"), kterou složil jako hymnu I. Hanáckého Folk & Country Festivalu, který se měl konat 10.–12. srpna 1973 v amfiteátru v Náměšti na Hané. Přestože již bylo prodáno přes 20 000 vstupenek, festival byl tři týdny před konáním v rámci postupující normalizace zakázán a asi 5000 dorazivších diváků bylo rozháněno Sborem národní bezpečnosti a bylo jim bráněno v příjezdu a příchodu.
V letech 1974–1975 se nedostavil na zkoušky, kde měl prokázat svou „kvalifikaci“ (ve skutečnosti šlo o politické kádrování), a proto ho režim dále považoval za osobu nezpůsobilou živit se písničkářstvím. Roku 1977 byl Státní bezpečností zadržen na 48 hodin a kvůli písni Havlíčku, Havle obviněn z výtržnictví. Ve stejném roce byl obviněn z nedovoleného podnikání a bylo mu znemožněno veřejně vystupovat.
Od roku 1989 je častým hostem TrutnOFF Open Air Festivalu, kde vystupuje mezi rockovými a undergroundovými skupinami společně s dalšími písničkáři, jako například Jiřím Schmitzerem.
Zde uvedená diskografie je pouze částečná, pro úplné informace se obraťte přímo na oddíl Diskografie na webu J. Hutky.

### Diskografie
- Stůj, břízo zelená – Supraphon, Praha 1974/75 (LP)
- Vandrovali hudci – Supraphon, Praha 1976 (LP)
- Pravděpodobné vzdálenosti – Šafrán, Praha 1978; Uppsala 1979 (LP)
- Minulost mává nám – Šafrán, Praha 1978; Uppsala 1979 (LP)
- Hier is mijn thuis (Zde domov můj) – Paladyn, Rotterdam 1984 (LP)
- Nizozemí – 1988 (MC)
- Návrat – Supraphon, Praha 1990 (LP)
- Novinové sloupy – Šafrán, Praha 1990 (LP)
- Vyjdi slunko – Šafrán, Praha 1990 (LP)
- Pánbů na poli – Praha, Reflex 1991 (LP)
- Pravděpodobné vzdálenosti – Praha, Ultravox 1992
- Výběr z Návrat a Pánbů…, Pravděpodobné vzdálenosti, Stůj břízo zelená, Proč, Proč – Fosil 1998, Praha
- Vandrovali hudci – Sony music a Bonton, Praha 1999
- Slunečnice – Black Point, Praha 1999
- Tango o Praze – Black Point, Praha 1999
- Tak jako květ, 2011
- Bílý slon, 2013
- Lucerna Live 1990, 2014
- Putinova kulka, 2022

spolu s dalšími:
- Šafrán – Hutka, Lutka, Třešňák, Voňková – Supraphon, Praha 1977; Praha 1990
- Zakázaní zpěváci druhé kultury – Marta Kubišová, Jaroslav Hutka, Vladimír Veit, Karel Soukup, Svatopluk Karásek, Vlasta Třešňák – Šafrán, Praha 1978; Stockholm 1978; Uppsala 1982
- Křesťanské songy a podobenství – Multisonic, Praha 1990

#### Próza
- Dvorky – Edice Petlice, Praha 1977; Popelnice, Praha 1978; Krameriova Expedice, Praha 1978
- Utkání se skálou č. 1 aneb Konec desáté sezóny v hotelu CPZ – Edice Petlice, Praha 1977; Edice Expedice, Praha 1977; Popelnice, Praha 1978; Edice Petlice, Praha 1978
- Plechovka – Edice Petlice, Praha 1978, Popelnice, Praha 1978
- Požár v bazaru (fejetony z let 1977–1989) – Sebetlač, Rotterdam, 1989
- Pravděpodobné vzdálenosti (rozhovor s Milošem Čermákem) – 1994
- Podzim je tady (fejetony) – Gema Art / Fosil, 1998, ISBN 80-86087-05-0

#### Poezie
- Klíč pluhu – Edice Petlice, Praha 1978; Popelnice, Praha 1978; Krameriova expedice, Praha 1978
- Koryta krve – Mladá fronta, Praha 1996
- Podzim je tady – Gema Art / Fosil, Praha 1998

## Politika
Ve volbách 2002 do Poslanecké sněmovny kandidoval na kandidátce Balbínovy poetické strany ve volebním obvodu Praha. Tato malá, recesistická strana tehdy neuspěla.
Ve volbách 2004 do Evropského parlamentu na kandidátce Balbínovy poetické strany (neuspěla).
Ve volbách 2006 kandidoval do Poslanecké sněmovny na kandidátce Strany zelených ve volebním obvodu Praha. Ve volebním kraji Hlavní město Praha tehdy zelení získali 9,19 %, celostátně 6,29 % a tak se dostali do Parlamentu. Podle Hutkova líčení se snažil získat co nejvíce preferenčních hlasů, a tak málem skončil na druhém místě (získal 6 392 preferenčních hlasů, M. Bursík získal 6 741 preferenčních hlasů), čímž by byl vytlačil M. Bursíka.
Podepsal výzvu proti xenofobii a lhostejnosti s názvem Češi pomáhají, která vyzývá českou vládu, aby dodržela závazek přijmout 1500 uprchlíků z Blízkého východu. Iniciátoři sdělují: „Hluboce se stydíme za lhostejný přístup naší země k pomoci lidem prchajícím z velmi kruté války“.

## Ocenění
V roce 2012 získal Cenu Václava Bendy; v roce 2018 mu bylo uděleno čestné občanství Prahy 2. V květnu 2018 obdržel Cenu města Olomouce za rok 2017 „za reprezentaci města a šíření demokracie“. Ministr obrany ČR mu udělil osvědčení účastníka 3. odboje.

## Zobrazení v literatuře
Postava Jaroslava Hutky se objevuje v autobiografickém románu Ivana Landsmanna Pestré vrstvy. Landsmann popisuje pomoc, kterou mu Hutka v emigraci poskytnul.